# Вариант Смыслова
Вариа́нт Смыслова или система Смыслова — название, употребляемое по отношению к ряду систем шахматных дебютов, введенных в практику (или решающим образом популяризированных) 7-м чемпионом мира В. В. Смысловым. Наиболее известны варианты Смыслова в защите Грюнфельда и принятом ферзевом гамбите, а также система Смыслова в испанской партии.

## Защита Грюнфельда
В русской системе защиты Грюнфельда после ходов 1. d4 Кf6 2. c4 g6 3. Кc3 d5 4. Кf3 Сg7 5. Фb3 dc 6. Ф:c4 0–0 7. e4 Смыслов предложил ход 7... Сg4 (см. диаграмму). Впервые он применил это продолжение против А. А. Котова (14-й чемпионат СССР, 1945 г.). Котов сыграл 8. Сe2, на что последовало 8... Кc6 9. d5 С:f3 10. gf Кe5 с равной игрой.  На турнире в Гронингене в 1946 г. М. М. Ботвинник применил против Смыслова ход 8. Сe3, ныне считающийся сильнейшим. Смыслов по аналогии ответил 8... Кc6?!, после чего путем 9. d5! С:f3 10. gf Кe5 11. Фe2 c6 12. f4 Кd7 13. Сg2 белые получили перевес. Позже Смыслов ввел в практику ход 8... Кfd7, после которого возникает критическая позиция варианта . В этой позиции основными продолжениями белых являются 9. Сe2, 9. Фb3, 9. Лd1 и 9. 0–0–0. Все они приводят к сложной борьбе с взаимными шансами.

## Принятый ферзевый гамбит
В партии с Е. М. Терпуговым (19-й чемпионат СССР, 1951 г.) Смыслов разыграл принятый ферзевый гамбит. После обычных ходов 1. d4 d5 2. c4 dc 3. Кf3 Кf6 4. e3 он сыграл 4... g6, а после развивающих ходов 5. С:c4 Сg7 6. Кc3 0–0 7. e4?! (лучше 7. Кc3) применил маневр из своего варианта в защите Грюнфельда: 7... Сg4 8. Сe3 Кfd7. В дальнейшей борьбе Смыслову удалось добиться победы. В период с 1951 по 1973 год Смыслов много раз применял свой вариант, при этом, согласно статистике базы Chessgames, в 19 турнирных партиях он одержал 8 побед и не потерпел ни одного поражения. Однако уже к середине 1960-х годов за белых были найдены четкие пути достижения перевеса. Дальнейшие изыскания, по всей видимости, не поколебали общей оценки, вследствие чего вариант редко встречается в практике шахматистов высокой квалификации.

## Испанская партия
В одной из главных позиций испанской партии, возникающей после ходов 1. e4 e5 2. Кf3 Кc6 3. Сb5 a6 4. Сa4 Кf6 5. 0–0 Сe7 6. Лe1 b5 7. Сb3 d6 8. c3 0–0 9. h3, Смыслов участвовал в поисках уклонения от систем Чигорина (9... Кa5) и Брейера (9... Кb8). Первой попыткой был ход 9... Кd7, примененный им в начале 1940-х гг. Позже Смыслов попробовал ход 9... Фd7, а затем обратился к уже известному, но не очень популярному ходу 9... h6. Первым зафиксированным в базах опытом применения этого хода является партия Шлехтер — Прокеш из пражского турнира 1908 г., завершившаяся победой белых. Позже система изредка встречалась в турнирах 1940—1950-х гг., однако именно Смыслов доказал ее жизнеспособность и содействовал ее внедрению в гроссмейстерскую практику. Смысл хода 9... h6 в том, что черные переводят ладью на поле e8, предупреждая выпад белого коня на g5. Ключевая позиция системы возникает после ходов 10. d4 Лe8, где белые выбирают между планами, связанными с ходами 11. Сe3 и 11. Кbd2 (другие продолжения не создают черным затруднений).